# 秋元皓贵
秋元皓贵（あきもと ひろき，1992年8月31日—）是日本的空手道武术家和踢拳选手，现任ONE冠軍賽雛量級踢拳冠軍, 拿到过WFKO空手道世界冠军、WBC泰拳日本羽量级冠军、MA踢拳日本羽量级冠军、2009全日本雏量级巡回赛冠军和2010年K-1甲子园冠军。

## 战绩
2022年12月3日，ONE冠军赛148期，点数击败邱建良。